# Politique des Opérations Nucléaires Conjointes

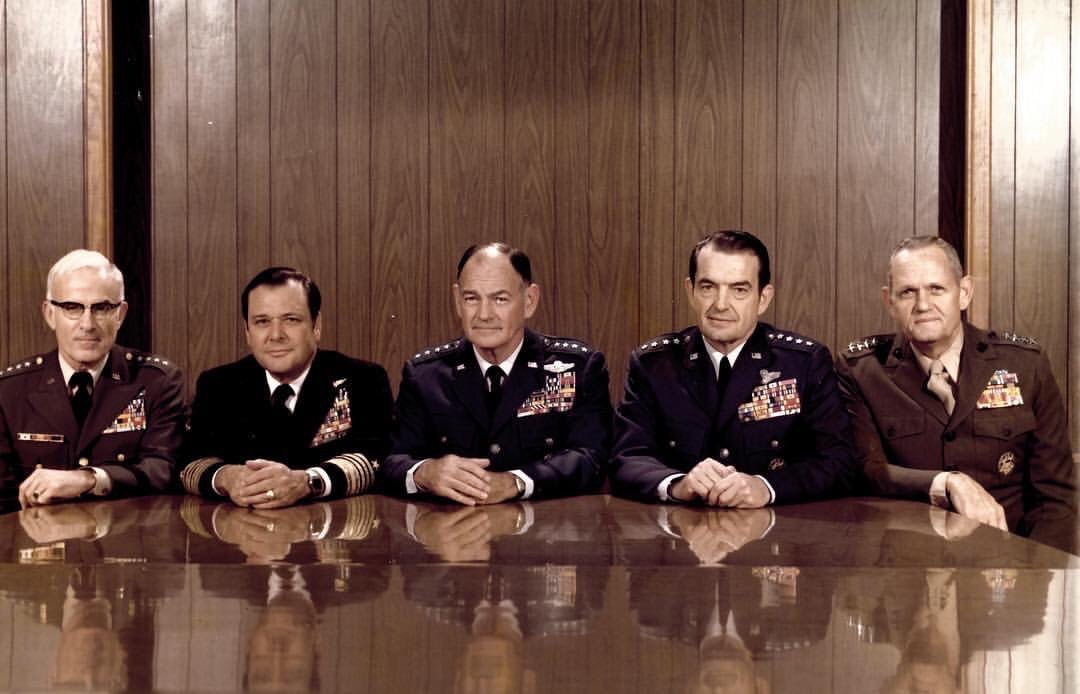
Les membres de l'état-major interarmées au Pentagone en 1977, de gauche à droite : Le chef d'état-major de l'armée américaine, le général Bernard W. Rogers, le chef des opérations navales de la marine américaine, l'amiral James M. Holloway, le président de l'état-major interarmées, le général George S. Brown, le chef d'état-major de l'armée de l'air américaine, le général David C. Jones, le commandant du corps des marines américains, le général Louis H. Wilson Jr.

La Politique des Opérations Nucléaires Conjointes (Doctrine for Joint Nuclear Operations) est un document du Département de la Défense américain, rendu public en 2005, sur les circonstances dans lesquelles les chefs d’états majors américains pourraient demander l'utilisation d'armes nucléaires. Le document était en cours de révision pour être cohérent avec la doctrine Bush d’attaque préventive. L'étiquette « Joint » fait référence au fait qu'elle a été approuvée par les cinq branches de l'armée américaine ainsi que par les chefs d'état-major interarmées des États-Unis.

## Les causes
Le document cite huit raisons pour lesquelles les généraux en charge des armées peuvent demander la permission d’utiliser des armes nucléaires :
- Si un ennemi utilise ou menace d’utiliser des armes de destruction massive contre les forces américaines, multinationales ou alliées ou contre des populations civiles.
- Pour riposter face à une attaque biologique imminente.
- Pour attaquer les installations de lancement d'armes de destruction massive ennemies ou des bunkers souterrains renforcés de stockage, contenant des armes de destruction massive déployables, des véhicules de lancement et de livraison, qui pourraient être utilisés pour cibler les États-Unis ou leurs alliés.
- Pour stopper des forces ennemies conventionnelles potentiellement destructrices.
- Pour mettre fin rapidement à une guerre dans des conditions favorables aux États-Unis.
- Pour garantir le succès des opérations américaines et internationales.
- Pour montrer l'intention, la capacité et la volonté des États-Unis de passer rapidement des armes conventionnelles, à la posture de défense nucléaire.
- Pour réagir à un transfert d’ADM par l'ennemi et à leur utilisation indirecte par des États hostiles aux États-Unis, aux nations alliées et aux forces de la coalition internationale, ou contre les populations civiles de l'alliance et de la coalition.

## Aperçu
Voici quelques extraits du document.Il faut savoir qu’après avoir été rendue publique, le Pentagone a suspendu cette doctrine, ce qui n'a pas modifié la politique générale des États-Unis. Les directives de la Maison Blanche et du Pentagone stipulaient : 
« L'utilisation d'armes nucléaires représente une escalade significative par rapport à la guerre conventionnelle et peut être provoquée par une action, un événement ou une menace. Cependant, comme pour toute action militaire, la décision d'utiliser des armes nucléaires est motivée par un objectif politique fondé. […] L’usage d’une attaque nucléaires garantira l'utilisation la plus efficace de la force et fournira aux dirigeants américains un éventail plus large d'options de frappe pour faire face aux imprévus immédiats… Cette intégration garantira un ciblage optimal, des dommages collatéraux minium, et réduira la probabilité d'escalade. […] Bien que les États-Unis ne sachent pas avec certitude quelles menaces un État, des combinaisons d'États ou des acteurs non étatiques représentent pour leurs intérêts, il est possible d'anticiper les capacités qu'un adversaire pourrait développer pour nous nuire… Ces capacités nécessitent le maintien d'un ensemble diversifié de forces conventionnelles capables de mener des actions de haute intensité, soutenues et coordonnées dans toute la gamme des opérations militaires, employées de concert avec des forces nucléaires sûres et capables de survivre. […] Les effets immédiats et prolongés des armes nucléaires, notamment à l'explosion, au moment du rayonnement thermique (incendie et autres effets matériels), et du rayonnement nucléaire (initial, résiduel, retombées, blackout et impulsion électromagnétique), posent des problèmes physiques et psychologiques aux forces de combat et aux populations non combattantes. Ces effets posent également des exigences importantes en matière de capacité de survie pour les équipements militaires, les infrastructures civiles de soutien et les ressources de la nation hôte ou de la coalition. Les forces américaines doivent se préparer à survivre et à opérer dans un environnement nucléaire/radiologique. »
En 2010, le président Barack Obama, dans une revue de la posture nucléaire, a annoncé une nouvelle politique beaucoup plus stricte.